# Annika Preil
Annika Preil (* 13. Februar 1990 in Dachau, Bayern) ist eine deutsche Schauspielerin.

## Leben
Annika Preil ist seit ihrem zweiten Lebensjahr als Schauspielerin tätig. Als Film-Tochter von Uschi Glas und Elmar Wepper spielte sie mehrere Jahre in der Serie Zwei Münchner in Hamburg mit. Seitdem stand sie regelmäßig vor der Kamera. Zudem absolvierte sie einige Theaterauftritte. Nebenbei nahm sie von 2004 bis 2007 Gesangsunterricht an der Musicschool Landsberg in Landsberg am Lech. 2009 machte sie ihr Abitur. Seit 2006 ist sie Sängerin in einer Jugendband der Musicschool Landsberg. Bis 2011 wirkte sie in Fernsehproduktionen wie Marienhof und einem Münchner Tatort mit. Außerdem spielte sie in dem für einen Bambi nominierten historischen Zweiteiler Gottes mächtige Dienerin (2009) mit. Von 2011 bis 2015 spielte sie in allen vier Staffeln der Kinderserie Fluch des Falken die Rolle der Anna Covic. Seit 2014 führt Preil zudem als Reporterin durch die Reihe Anna und die wilden Tiere sowie den Ableger Anna und die Haustiere. 2018 begleitete sie Kathi, die Sennerin der Steiner Alm bei Piding im Landkreis Berchtesgadener Land, beim Almauftrieb und Almabtrieb und verbrachte im Rahmen der Sendung Anna auf der Alm einige Zeit auf der Alm. Im November 2020 und Januar 2022 war Preil Studiogast in der BR-Sendung Wir in Bayern. Von April bis Mai 2021 wurde die Dokuserie Anna auf dem Bauernhof produziert, Ausstrahlungstermin war Ostern 2022. Preil gewann 2024 den Deutschen Kinderbuchpreis.
Preil hat Grundschullehramt studiert.
Ihre ältere Schwester Saskia Preil ist ebenfalls Schauspielerin.

## Weitere Tätigkeiten
Ehrenamtlich engagiert sich Annika Preil als Botschafterin der Stiftung Kindergesundheit.

## Filmografie

### Kinofilme
- 2022: Willi und die Wunderkröte
- 2024: Hundswut

### Fernsehfilme
- 1997: Die letzte Rettung
- 1998: Der Todesbus
- 2006: Tollpension
- 2010: Tatort – Unsterblich schön
- 2010: Spurlos verschwunden
- 2010: Die Schule
- 2011: Gottes mächtige Dienerin
- 2017: Abi ’97 – gefühlt wie damals

### Fernsehserien
- 1992: Zwei Münchner in Hamburg
- 1999: Forsthaus Falkenau – Tierische Sorgen
- 2005–2014: Aktenzeichen XY … ungelöst (Fernsehserie, 3 Folgen)
- 2010–2011: Marienhof (31 Folgen)
- 2011–2016: Fluch des Falken (Staffel 1–4, 208 Folgen)
- seit 2014: Anna und die wilden Tiere (bisher 111 Folgen)
- seit 2014: Anna und die Haustiere (bisher 113 Folgen)
- 2016: Dahoam is Dahoam
- 2016: #wokeuplikethis (Video)
- 2017: Weltreise Deutschland (1 Folge)
- 2018: Anna auf der Alm (Fernsehserie, 5 Folgen)
- seit 2018: Annas Bäume (Youtube) (gefördert von BISA (Biodiversität im Schulalltag))
- 2019: An die Töpfe, fertig, lecker! (1 Folge)
- 2020: Anna und der wilde Wald[6]  (Fernsehserie, 5 Folgen)
- 2022: Anna auf dem Bauernhof (Fernsehserie, 5 Folgen)
- 2023: Anna und die wilde Hilde (Fernsehserie, 5 Folgen)
- 2023: Zimmer mit Stall – Kuhhandel (Fernsehreihe)
- 2024: Anna und die wilde Herde (Fernsehserie, 5 Folgen)
- 2025: Anna im Land der tausend Seen (Fernsehserie, 5 Folgen)

## Theater
- 2005: Die lustigen Weiber von Windsor nach W. Shakespeare

## Songs
- 2019: „Mit meinem Teppich“ Song zu Kinofilm „Kleiner Aladin und der Zauberteppich“ – zusammen mit Donikkl
- 2018: „Das Liederalbum 1: Die Tiere sind meine Welt“ mit 12 Songs